# Théorème d'Hurewicz
Ne doit pas être confondu avec Théorème de Hurwitz.
En topologie algébrique, le cas le plus simple du théorème d'Hurewicz – attribué à Witold Hurewicz – est une description du premier groupe d'homologie singulière d'un espace topologique connexe par arcs à l'aide de son groupe fondamental.

## Degré 1

### Énoncé
Le groupe fondamental, en un point x, d'un espace X, est défini comme l'ensemble des classes d'homotopie de lacets de X en x, muni de la loi de concaténation des lacets. Il est noté π1(X, x). Si X est connexe par arcs et si y est un autre point de X, les groupes π1(X, x) et π1(X, y) sont isomorphes : des isomorphismes peuvent être construits en utilisant un chemin de x à y. Cependant, de tels isomorphismes sont uniquement définis à conjugaison près.
Si G est un groupe, on note [G, G] le sous-groupe distingué de G engendré par les commutateurs de G, appelé groupe dérivé. Le groupe Gab := G/[G, G] s'appelle l'abélianisé de G. Plus grand quotient abélien de G, il est caractérisé par la propriété universelle suivante :
Un automorphisme intérieur de G préserve les commutateurs, et induit par passage au quotient l'identité sur l'abélianisé Gab.
Pour tout entier naturel q, on note Hq(X, ℤ) le q-ième groupe d'homologie singulière de X à coefficients entiers. En notant (Xk) la famille des composantes connexes par arcs de X, Hq(X, ℤ) est la somme directe des Hq(Xk, ℤ), ce qui permet de ramener l'étude de H1(X, ℤ) au cas où X est connexe par arcs. Le théorème d'Hurewicz affirme dans ce cas l'existence d'un isomorphisme naturel de π1(X, x)ab sur H1(X, ℤ) :
Théorème — Soit X un espace topologique connexe par arcs. Un lacet f : [0,1] → X est, en tant que 1-chaîne, un cycle. Le morphisme de groupes ΦX : π1(X, x) → H1(X, ℤ) induit un isomorphisme appelé isomorphisme d'Hurewicz :
De plus, pour toute application continue g : X → Y, les morphismes de groupes induits g✻ : π1(X, x) → π1(Y, g(x)) et g✻ : H1(X, ℤ) → H1(Y, ℤ) vérifient :
Autrement dit, H1(X, ℤ) est naturellement l'abélianisé de π1(X, x). Plus exactement, on dispose de deux foncteurs covariants de la catégorie des espaces topologiques connexes par arcs dans la catégorie des groupes abéliens, à savoir :
- Le foncteur H1 qui à un « objet » X associe H1(X, ℤ) ;
- La foncteur π1ab qui à un « objet » X associe π1(X, x)ab où le point de base x est choisi arbitraire.

Le théorème d'Hurewicz donne l'existence d'un isomorphisme de foncteurs Φ de π1ab sur H1.

### Exemples
Le théorème d'Hurewicz permet de calculer le premier groupe d'homologie connaissant le groupe fondamental :
| Espace topologique | Description                              | Groupe fondamental                                                         | H1(∙, ℤ) |
| ------------------ | ---------------------------------------- | -------------------------------------------------------------------------- | -------- |
| Espace contractile | Se rétracte par déformation sur un point | Groupe trivial                                                             | 0        |
| S1                 | Le cercle unité                          | Le groupe additif ℤ des entiers relatifs                                   | ℤ        |
| Pn(ℝ)              | L'espace projectif réel de dimension n   | ℤ2 = ℤ/2ℤ                                                                  | ℤ2       |
| Tn                 | Le tore de dimension n                   | Le produit direct ℤn                                                       | ℤn       |
| S1 ∨ S1            | Le bouquet de deux cercles (en)          | Le groupe libre F2                                                         | ℤ2       |
| Σg                 | La surface compacte orientée de genre g  | Le groupe présenté par 〈a1, … , ag, b1, … , bg\|[a1, b1] … [ag, bg] = 1〉 | ℤ2g      |

Pour tout espace X connexe par arcs, H1(X, ℤ) est trivial si et seulement si π1(X) est parfait. C'est bien sûr le cas si X est simplement connexe mais aussi, par exemple, si X est une sphère d'homologie de dimension > 1.

### Preuve
Le théorème d'Hurewicz énonce l'existence d'un morphisme de groupes et sa bijectivité. L'injectivité demande plus de travail que sa surjectivité. La bijectivité sera ici établie en donnant la construction explicite d'un inverse. On note Δ0 le point, Δ1 = [0, 1] le 1-simplexe standard, et Δ2 le 2-simplexe standard où les points sont repérés en coordonnées barycentriques par (s, t, u) avec s + t + u = 1.

#### Existence du morphisme d'Hurewicz
Un lacet f de X en un point x est une application continue f : [0,1] → X telle que f(0) = f(1) = x. Une telle application peut être vue comme un 1-simplexe de X ; par définition, son bord est f(1) – f(0) = 0. Donc f est un 1-cycle. Une homotopie entre deux lacets f et g donne un 2-simplexe dont le bord est g – f. De ce fait, le 1-cycle f ne dépend, modulo les 1-bords, que de la classe d'homotopie du lacet f. On dispose donc d'une application naturelle :
Cette application est un morphisme de groupes : pour deux lacets f et g de X en x, f∗g est un 1-cycle. L'élément (f∗g) – g – f de C1(X, ℤ) est le bord du 2-simplexe h défini par :
Comme H1(X, ℤ) est abélien, ce morphisme se factorise à travers l'abélianisé pour donner le morphisme d'Hurewicz :

#### Construction de l'inverse
Comme X est connexe par arcs, pour y un point de X, introduisons un chemin λy d'origine x et d'extrémité y (l'axiome du choix est ici utilisé). Pour tout 1-simplexe f de X, on définit :
Le lacet ψλ(f) dépend du choix des chemins λy ; il en va de même de sa classe dans l'abélianisé du groupe fondamental. L'application ψλ induit une application ℤ-linéaire :
Des arguments techniques (détaillés ci-dessous) montrent les résultats remarquables suivants :
- Le noyau de Ψλ contient les 1-bords (bords de 2-simplexes).
- Malgré la dépendance déjà soulignée en les choix des chemins utilisés, l'application Ψλ en restriction aux 1-cycles en est indépendante.

De ce fait, Ψλ induit par restriction et passage au quotient un morphisme Ψ indépendant de λ :
Ce morphisme Ψ a été construit pour être l'inverse du morphisme d'Hurewicz Φ = ΦX :
- Pour un élément α de π1(X, x)ab, représenté par un lacet f de X en x, l'image ΦX(f) est représentée par f, vu comme un 1-cycle. Par définition, ΨΦ(α) est la classe de λx∗f∗λx−1, conjugué de f. Donc dans l'abélianisé, leurs classes sont égales : ΨΦ(α) = α.
- Pour tout 1-simplexe f, λf(0)∗f∗λf(1)−1 est égal à f modulo un 1-bord (voir l'argument ci-dessous). Par suite, si σ est un 1-cycle, Φ∘Ψλ(σ) est égal à σ modulo une somme de 1-bords. Autrement dit, Φ∘Ψ vaut l'identité sur H1(X, ℤ).

## Degrés > 1
L'énoncé général du théorème d'Hurewicz classique, pour n > 1, est le suivant (il existe aussi une version relative (en)) :
Théorème — Soit X un espace tel que πi(X) = 0 pour i < n ; on a alors Hi(X) = 0 pour 0 < i < n, et πn(X) est isomorphe à Hn(X).
(L'abélianisation de πn est superflue, puisque les groupes d'homotopie en degrés > 1 sont abéliens.)